# 佐伯茂樹
佐伯 茂樹（さえき しげき、1960年11月26日 - 2019年8月1日）は日本の管楽器奏者、音楽評論家、楽器・古楽研究者。

## 来歴・人物
1960年11月26日、東京に生まれる。12歳でトロンボーンとチェロを始め、早稲田大学在学中にトロンボーンを白石直之に師事。1986年、早稲田を卒業して東京芸術大学音楽科別科に入学、長濱幸雄にトロンボーンを学び、クラシカル・トロンボーンをシャルル・トゥートに師事。1989年東京芸大を卒業。東京バッハ・モーツァルト・オーケストラ、クラシカル・プレイヤーズ東京、レ・ボレアード、ムジカ・ボエティカ、バッハ・コレギウム・ジャパンなどの国内の古楽オーケストラ、アンサンブルでアルトトロンボーンやオフィクレイドの古楽器とモダン楽器双方の演奏を行う。2011年発売のCD、『ショパン、ピアノ協奏曲第1番・第2番』（指揮:有田正広、ピアノ:仲道郁代、クラシカル・プレイヤーズ東京、デンオン・アリアーレ／日本コロムビア）の収録にヴァルヴ・トロンボーン奏者として参加。
1998年から、管楽器専門雑誌『パイパーズ』に「トロンボーン・マスターピース 大作曲家のトロンボーン作品」、「管楽器奏者のための音故知新」の二つの連載の執筆を始め、以降音楽評論家として多くの雑誌に記事や論文を掲載。ディスコグラフィーの解説文の執筆も多く、国内外へのアーティストへのインタビューでも評価を得ている。ヨーロッパの管楽器専門雑誌「BRASS BULLETIN」に「アルトトロンボーンの真実」、「幕末日本に来た西洋音楽」の二つの論文を掲載。『レコード芸術』月評担当、レコード・アカデミー賞選考委員。『バンドジャーナル』ディスクレビュー＆コラム担当。『音楽の友』で「新・名曲解体新書」を連載。NHK交響楽団、読売日本交響楽団、東京交響楽団の機関紙へ連載記事を執筆、東京都交響楽団のキャンペーン「ホールデビューしよう」などのコンサートの監修も手掛ける。浦安シティオーケストラトレーナー。
19世紀の音楽レパートリーの普及を目的とした演奏団体「東京ヒストリカル・ブラス」を主宰、オフィクレイド、バスホルンを担当。日本各地でコンサートや管楽器の歴史のレクチャーを開催した。
2008年8月から2012年4月まで東京芸術大学大学院で楽曲と楽器に関する講座を持ち、2012年東京芸大古楽科で集中講義を担当。2012年にNHK「ららら♪クラシック」、2015年に「N響アワー」にゲスト出演。楽曲・管楽器に関する著作多数。
2019年8月1日、急性心不全により死去。58歳没。
2020年、第32回ミュージック・ペンクラブ音楽賞（クラシック部門／功労賞）を贈られる。

## 著作

### 単著
- 『名曲の「常識」「非常識」:オーケストラのなかの管楽器考現学』（音楽之友社 2002.4）
- 『金管楽器ガイドブック～歴史編 金管楽器の歴史を知ろう』（2005.11.26）
- 『知ってるようで知らない管楽器おもしろ雑学事典』（ヤマハミュージックメディア 2007.11）
- 『カラー図解：楽器の歴史』（河出書房新社 2008.9） 2020.10: 新装版
- 『カラー図解：楽器から見る吹奏楽の世界』（河出書房新社 2009.10）2021.3: 新装版
- 『カラー図解：楽器から見るオーケストラの世界』（河出書房新社 2010.10）2021.4: 新装版
- 『木管楽器演奏の新理論 : 奏法の歴史に学び、表現力を上げる』演奏法指導: 有田正広（ヤマハミュージックメディア 2011.10）
- 『オーケストラ・吹奏楽が楽しくわかる楽器の図鑑』5巻セット、1『弦楽器 : ヴァイオリンのなかま』、2『木管楽器 : リコーダーのなかま』、3『金管楽器 : トランペットのなかま』、4『打楽器・鍵盤楽器 :太鼓やピアノのなかま』、5『オーケストラと吹奏楽 : 合奏と鑑賞の楽しみ』（小峰書店 2011.4）
- 『金管楽器演奏の新理論 : 楽器の特性を知り、表現力を上げる』演奏法指導: 守山光三（ヤマハミュージックメディア 2012.6）
- 『名曲の暗号 : 楽譜の裏に隠された真実を暴く』（音楽之友社 2013.12）
- 『名曲の真相 : 管楽器で読み解く音楽の素顔』（アカデミア・ミュージック 2016.7）
- 『おもしろ管楽器事典』（ヤマハミュージックエンタテインメントホールディングス出版部 2017.6）
- 『Ontomo mook ピリオド楽器から迫るオーケストラ読本』「音楽の友」編（音楽之友社, 2017.7）
- 『Ontomo mook 楽器博士佐伯茂樹がガイドするオーケストラ楽器の仕組みとルーツ』「音楽の友」編（音楽之友社 2018.3）
- 『Ontomo mook 佐伯茂樹の本 新名曲解体新書』「音楽の友」・「レコード芸術」編（音楽之友社 2020.2）

### 共編著
- 『はじめての楽器、フルートとトランペットの演奏:管楽器のなかまたち』緒方英子との共著（文研出版 2007.12）
- 『リチェルカールの古楽器ガイド』ジェローム・ルジュヌ:著・編、日本語版監修:関根敏子、佐伯茂樹（マーキュリー (日本販売元) 2009年）
- 『リチェルカール古楽器ガイド』2 ジェローム・ルジュヌ:著・編、日本語版監修:関根敏子、佐伯茂樹（マーキュリー (日本販売元) 2014年）
- 『おもしろ吹奏楽事典』渡部謙一、松本たか子、生乃久法との共著（ヤマハミュージックメディア 2017.2）
- 『エリック・ミヤシロがガイドする管楽器奏者のための楽器スーパー上達術』エリック・ミヤシロ: 解説、佐伯茂樹: 編集（音楽之友社 2017.5）